# Sommer-Paralympics 2008/Teilnehmer (Tonga)
| stlisierte Goldmedaille | stlisierte Silbermedaille | stlisierte Bronzemedaille |
| ----------------------- | ------------------------- | ------------------------- |
| —                       | —                         | —                         |

Tonga nahm mit dem Leichtathleten Mounga Okusitino an den Sommer-Paralympics 2008 im chinesischen Peking teil, der auch Fahnenträger beim Einzug der Mannschaft war. Er startete in der Vorrunde zum 100-m-Lauf (T37), belegte einen sechsten Platz und schied somit bereits in der Qualifikation aus. Ein Medaillensieg Tongas blieb demnach aus.

## Teilnehmer nach Sportart

### Leichtathletik
Männer
- Mounga Okusitino